# Fente (Monterroso)
Fente (llamada oficialmente San Martiño de Fente) es una parroquia y una aldea española del municipio de Monterroso, en la provincia de Lugo, Galicia.

## Organización territorial
La parroquia está formada por cinco entidades de población:

### Entidades de población
Entidades de población que forman parte de la parroquia:
- A Graña
- A Torre
- O Fente (Fente)
- Os Campos

### Despoblado
Despoblado que forma parte de la parroquia:
- A Cogula

## Demografía

### Parroquia
| Gráfica de evolución demográfica de Fente (parroquia) entre 2000 y 2020 |
|                                                                         |
| Datos según el nomenclátor publicado por el INE.                        |

### Aldea
| Gráfica de evolución demográfica de Fente (aldea) entre 2000 y 2020 |
|                                                                     |
| Datos según el nomenclátor publicado por el INE.                    |